# دارسي فوغارتي
دارسي فوغارتي (بالإنجليزية: Darcy Fogarty)‏ هو لاعب كرة قدم أسترالية أسترالي، ولد في 25 سبتمبر 1999 في Lucindale, South Australia ‏ في أستراليا.

## وصلات خارجية
- دارسي فوغارتي على موقع AustralianFootball.com (الإنجليزية)
- دارسي فوغارتي على موقع AFLtables.com (الإنجليزية)